# Coucy-le-Château-Auffrique
Coucy-le-Château-Auffrique település Franciaországban, Aisne megyében. Lakosainak száma 989 fő (2022. január 1.). Coucy-le-Château-Auffrique Champs, Coucy-la-Ville, Crécy-au-Mont, Folembray, Jumencourt, Pont-Saint-Mard és Verneuil-sous-Coucy községekkel határos.

## Népesség
A település népességének változása:
| Lakosok száma | 1137 | 1120 | 1058 | 1041 | 1052 | 1036 | 1014 | 992  | 992  | 989  |
|               | 1968 | 1982 | 1990 | 2006 | 2013 | 2015 | 2017 | 2019 | 2020 | 2022 |